# Aeolochroma languida
Aeolochroma languida är en fjärilsart som beskrevs av W. Warren 1898. Aeolochroma languida ingår i släktet Aeolochroma och familjen mätare. Inga underarter finns listade i Catalogue of Life.